# Bembidion imbelle
Bembidion imbelle är en skalbaggsart som beskrevs av Thomas Casey. Bembidion imbelle ingår i släktet Bembidion och familjen jordlöpare. Inga underarter finns listade i Catalogue of Life.